# Siphanta nubecula
Siphanta nubecula är en insektsart som beskrevs av Jacobi 1928. Siphanta nubecula ingår i släktet Siphanta och familjen Flatidae. Inga underarter finns listade i Catalogue of Life.